# Olena Antonova
Olena Anatoljevna Antonova (ukrajinsko Олена Анатольевна Антонова), ukrajinska atletinja, * 16. junij 1972, Nikopol, Sovjetska zveza.
Nastopila je na poletnih olimpijskih igrah v letih 1996, 2000, 2004 in 2008, ko je osvojila srebrno medaljo v metu diska, leta 2004 pa četrto mesto. Že po koncu kariere je leta 2013 prejela dvoletno prepoved zaradi dopinga na Svetovnem prvenstvu 2009.